# A Terceira Morte de Joaquim Bolívar
A Terceira Morte de Joaquim Bolívar é um filme brasileiro de 2000 escrito e dirigido por Flávio Cândido.

## Sinopse
O filme se passa numa cidade fictícia (Burruchaga) do interior do Rio de Janeiro e percorre três épocas diferentes: 1964, 1979 e dias de hoje. Todo o ambiente, incluindo figurino e trilha sonora, envelhece, menos os personagens. A história é sobre um barbeiro comunista (Bolívar) e um "coronel" (Gaudêncio) que manda no lugar. Este trama um golpe imobiliário com a construção de uma usina hidrelétrica, mas o plano é descoberto por Bolívar.

## Elenco
- Othon Bastos.... coronel Gaudêncio
- Sérgio Siviero.... Joaquim Bolívar
- Jonas Bloch.... Adamastor
- Jorge Cherques.... Pedro Ernesto
- Maria Lúcia Dahl.... militante Aurora
- Rafael Eduardo.... Tiziu
- Grainger Hines.... eng. Michael Phillips
- Concy Maduro.... Bugrinha
- Antonio Pitanga.... Timóteo / Pai Jacó
- Felipe Wagner.... deputado Dagoberto
- Gabriela Bazin.... Isadora
- Camilo Beviláqua.... gringo
- Márcio Candido.... Geraldo
- Ana Gabriela Castro.... Vilma
- Bruno Bebianno.... Alemão
- Sérgio Santeiro.... Gláuber Rocha
- Natálio Luz.... seu Xisto